# Pappelblattkäfer

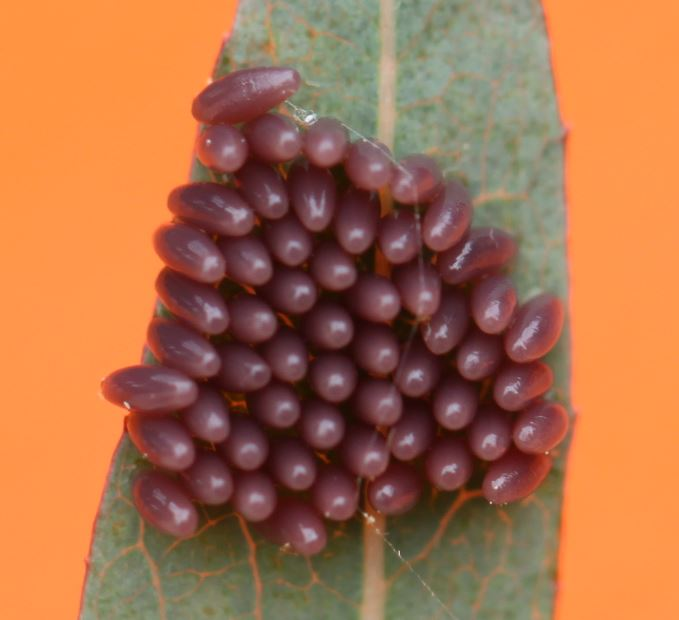
Eigelege

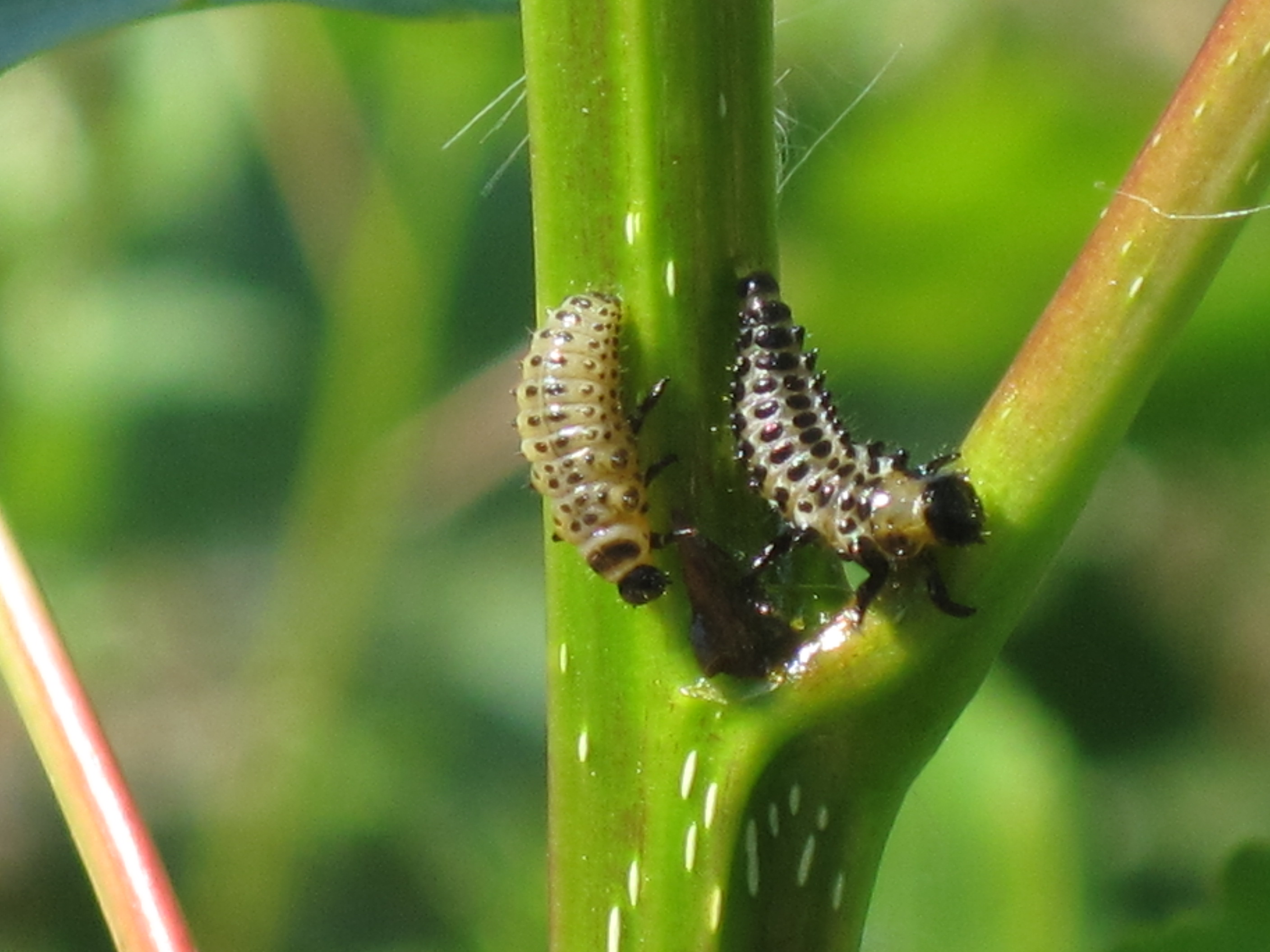
Larven

Der Pappelblattkäfer (Chrysomela populi) oder Weidenblattkäfer ist ein Käfer aus der Familie der Blattkäfer (Chrysomelidae). Er kommt in Eurasien an Wald- und Wegrändern vor, sofern dort seine Futterpflanzen, Pappeln (besonders begehrt sind Espen) und Weiden wachsen.

## Merkmale
Pappelblattkäfer werden zehn bis zwölf Millimeter lang. Der Halsschild ist bronzegrün oder schwarz gefärbt, während die Flügeldecken orange bis rot sind. An den Spitzen sind dunkle Flecken zu erkennen. Der Körper ist oval geformt, gedrungen gebaut und nach oben stark gewölbt. Beine und Fühler sind schwarz.
Die Larven haben eine Grundfarbe, die zwischen weiß und graugrün sowie sogar hellgrün variiert. Sie haben jedoch ein schwarzes Halsschild, schwarze Abdominalränder und sind mit vielen schwarzen punktartigen Auswüchsen gespickt, was sie auf den ersten Blick schwarz erscheinen lässt. Sie haben außerdem reihig angeordnete dreckig weiße Fleischzapfen, welche sie ein- und ausfahren können.

### Ähnliche Arten
- Chrysomela saliceti Suffrian, 1851. Die schwarzen Endflecke an den Flügeldecken fehlen. Am Flügeldeckenrand befindet sich eine doppelte Punktreihe.
- Chrysomela tremulae Fabricius, 1787. Der Halsschild ist doppelt so breit wie lang.

### Synonyme
- Melasoma populi (Linnaeus, 1758)

## Lebensweise

### Fressfeinde und Schutzverhalten
Zu ihren Fressfeinden zählen viele Arten der Raupenfliegen (Tachinidae) und der Schlupfwespen (Ichneumonidae). Es wurde aber auch (Della Beffa, 1949) beobachtet, dass die zoophagen Larven der Schwebfliegenart Xanthandrus comptus den Pappelblattkäfer fressen. Bei Gefahr geben Pappelblattkäfer ein streng nach Phenol riechendes Sekret ab, um den Feind zu vertreiben. Dieses Sekret stellen sie aus Salicylsäure aus ihren Nahrungspflanzen her.

### Fortpflanzung

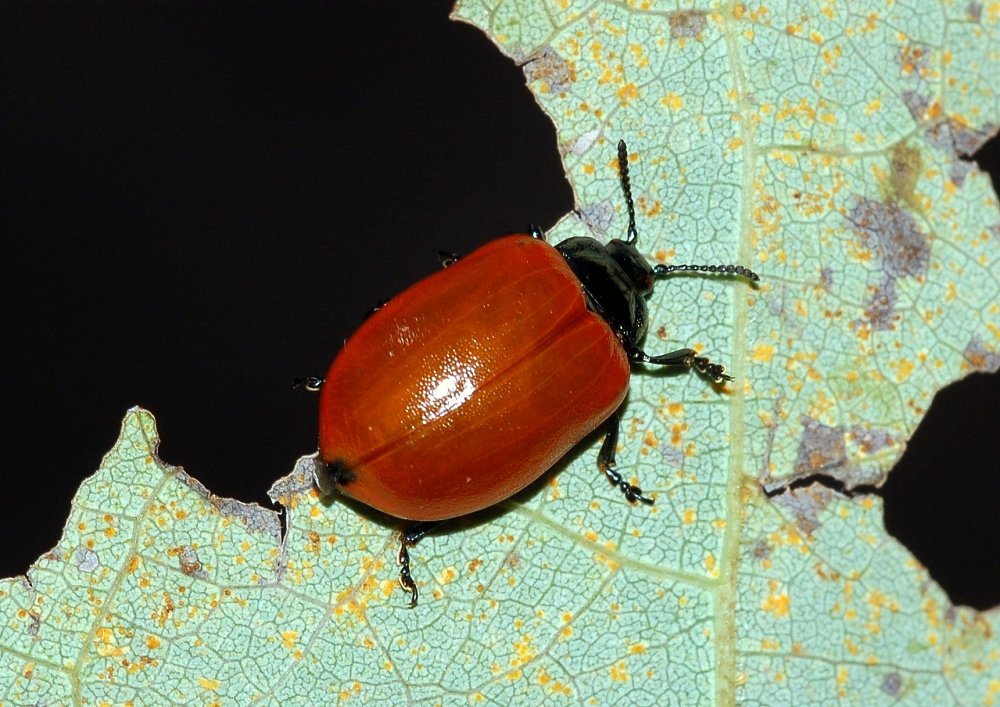
Die Jungkäfer setzen den Fraß zunächst fort

Das befruchtete Weibchen legt seine Eier an der Blattunterseite der Wirtspflanzen ab, was in der ersten Generation im Frühjahr direkt nach dem Blattaustrieb passiert. Die Larven schlüpfen nach ungefähr 12 Tagen, fressen sich erst an der Blattunterseite entlang und skelettieren anschließend das Blatt.
Nach drei Wochen verpuppen sich die Larven. Kopfüber an den Blättern ihrer Futterpflanze verbringen sie 10 Tage als Puppe. Nachdem die Jungkäfer zunächst nach Larvenart den Fraß fortgesetzt haben, kümmern sie sich um eine zweite Generation. Die Art bildet pro Jahr zwei bis drei Generationen, sodass die Käfer von Mai bis August angetroffen werden. Die zweite Generation ist jedoch erst im September adult, sodass eine dritte Generation nur unter günstigen Bedingungen heranwachsen kann. Bei Massenvermehrungen können die Tiere erhebliche Schäden an Weiden anrichten. An Pappeln, insbesondere Espen, bleibt der Schaden jedoch gering.